# Guerra commerciale anglo-irlandese del 1932-1938
La Guerra commerciale anglo-irlandese (nota in inglese come la Economic War) fu una guerra commerciale tra lo Stato Libero d'Irlanda ed il Regno Unito di Gran Bretagna e Irlanda, che durò dal 1932 al 1938. Fu la conseguenza principale della decisione del governo irlandese, di non pagare più al Regno Unito gli affitti annuali di terre, per i prestiti concessi ai contadini irlandesi, dalla fine dell'Ottocento (con le Irish Land Acts, ripresi con il Trattato anglo-irlandese del 1921).

## Antefatti
Nel 1929, il crollo di Wall Street fece precipitare la domanda di prodotti agricoli irlandesi a livello internazionale. La bilancia commerciale dell'isola all'epoca era, inoltre, fortemente passiva e il debito pubblico risultava in rapido aumento. A ciò si aggiungeva anche la questione della definizione dell'indipendenza dell'Irlanda e dello status da attribuire al nuovo Stato indipendente.

## Descrizione
Nel marzo 1932, il partito Fianna Fáil vinse le elezioni e Éamon de Valera venne eletto Primo Ministro. Egli decise di intraprendere una politica di protezionismo, introducendo dazi sulle importazioni su una serie di prodotti, principalmente contro il Regno Unito (che all'epoca costituiva il 96% delle esportazioni irlandesi): una vigorosa campagna mediatica fu messa in moto per tentare di risolvere tutti i problemi economico-istituzionali, con l'invito a comprare principalmente prodotti irlandesi. Il ministro per l'Industria e il commercio Sean Lemass si impegnò fortemente in questa campagna.
Il governo irlandese decise di andare ancora oltre, annunciando la propria intenzione di interrompere il pagamento delle annualità dei prestiti al Regno Unito per l'affitto di terre concesso ai contadini irlandesi da fine Ottocento, interpretandoli come parte del debito pubblico, della cui parte irlandese l'Irlanda stessa era stata esentata nel 1925 con il London Agreement. Dopo una serie di discussioni durante l'anno, a ottobre si giunse a uno stallo su chi dovesse giudicare l'obbligatorietà del pagamento dei debiti: una commissione di esperti dell'Impero Britannico (proposta inglese) o di esperti da tutto il mondo (proposta irlandese). Di contro, De Valera richiese ai britannici di restituire sia le 30 milioni di Sterline di annualità già pagate, sia la restituzione dell'importo di tutte le sovrattasse dal 1801 al 1922.
Il governo inglese frattanto decise di reagire con un tentativo di impossessarsi nuovamente delle annualità sotto una qualche altra forma, imponendo dazi del 20% sulle importazioni di prodotti agricoli irlandesi nel Regno Unito. L'Irlanda rispose in maniera simile, usando come slogan la celebre frase di Jonathan Swift di inizio Settecento: "Burn everything English except their coal" ("Bruciate tutto ciò che è inglese, tranne il loro carbone").
La "guerra doganale" (come veniva chiamata allora in Italia), condotta con particolare veemenza in modo tale da creare tensioni sociali molto forti nel piccolo Stato irlandese, non ebbe però particolari conseguenze sul saldo del commercio tra Irlanda e Regno Unito e sia da una parte che dall'altra vi furono numerose rimostranze contro questa politica economica, venendo presto richiesto a entrambi i governi (anche gli industriali britannici protestarono, per la quantità di affari persi con l'Irlanda) di giungere ad un accordo: la guerra doganale stava avendo conseguenze anche nell'industria manifatturiera, poiché il potere d'acquisto danneggiato dei contadini e degli allevatori portò a un importante calo della domanda di beni di vario tipo. Per alleviare questa situazione, Lemass introdusse il Control Manufacturers Act, che imponeva la detenzione della proprietà della maggior parte delle aziende ai soli cittadini irlandesi. Per questo motivo alcune imprese spostarono il proprio quartier generale all'estero, insieme al pagamento delle tasse.
Dal 1935 le tensioni tra i due paesi cominciarono ad allentarsi grazie alla sigla del "Coal-Cattle Pact", un trattato con il quale la Gran Bretagna accettava di importare più bovini dall'Irlanda, mentre quest'ultima accettava di importare più carbone dal Regno Unito. Tale accordo aprì le porte a una risoluzione della guerra doganale, che giunse con il nuovo Primo Ministro del Regno Unito Neville Chamberlain nell'aprile-maggio 1938, come Eire (Confirmation of Agreements) Act: non soltanto tutti i dazi imposti nei precedenti cinque anni furono rimossi, ma tale legge permise pure il ritorno all'Irlanda dei tre Treaty Ports irlandesi (che il Regno Unito aveva fino ad allora mantenuto per sé con il Trattato anglo-irlandese del 1921) nel 1939, permettendo all'Irlanda di potersi mantenere neutrale durante la Seconda guerra mondiale.

## Conseguenze

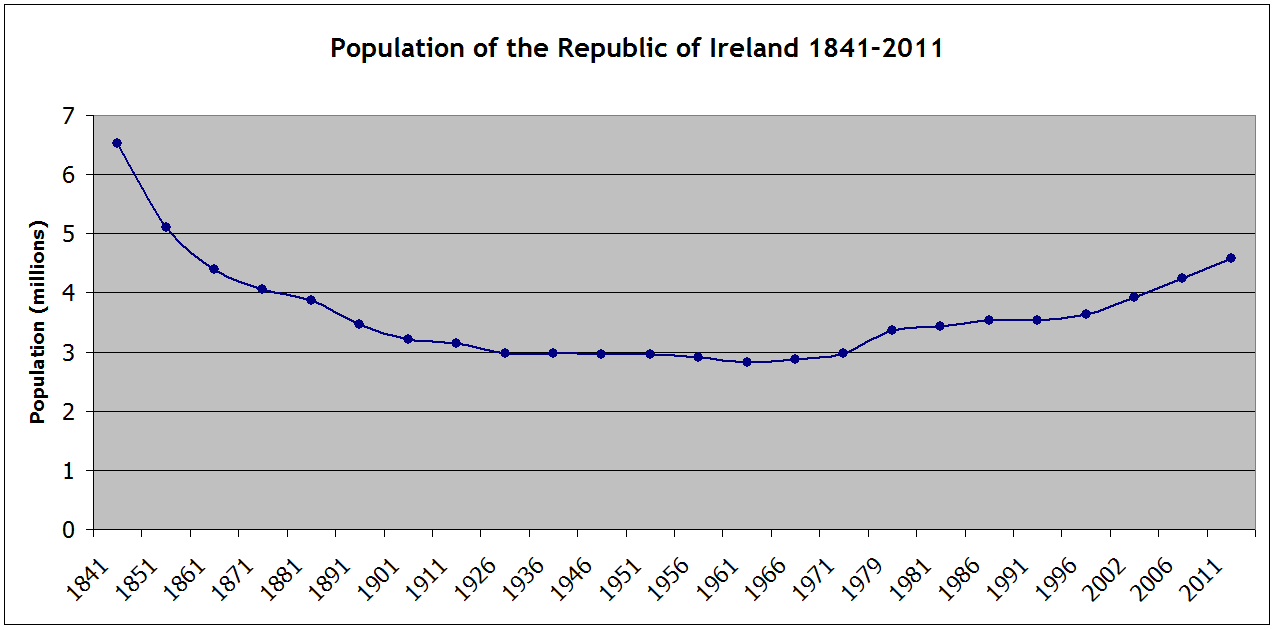
Popolazione dell'Irlanda dal 1841 al 2011, in milioni.

Il protezionismo sarebbe rimasto una componente chiave delle politiche economiche dell'Irlanda fino agli anni '50, portando a una lunga stagnazione e protraendo un'emigrazione accentuata.
Sean Lemass, ideatore del sistema, è ora ricordato per averlo smantellato negli anni '60. Ciò ha permesso all'Irlanda di accedere alla CEE nel 1973. Gli effetti positivi di tale cambiamento furono evidenti, a partire dalla popolazione che ritornò a crescere dopo tanti decenni di declino.